# Justice est faite
Justice est faite is een Franse dramafilm uit 1950 onder regie van André Cayatte. Hij won met deze film de Gouden Leeuw op het filmfestival van Venetië en de Gouden Beer op het filmfestival van Berlijn.
Dit gerechtsdrama was in Frankrijk een van de succesrijkste Franse films van 1950.

## Verhaal
Elsa Lundenstein staat terecht voor het hof van assisen van Versailles. Ze heeft een eind gemaakt aan het leven van haar geliefde, die ondraaglijke pijnen leed door een ongeneeslijke ziekte. Zeven juryleden moeten bepalen of ze schuldig is.

## Rolverdeling
| Acteur              | Personage                             |
| ------------------- | ------------------------------------- |
| Michel Auclair      | Serge Cremer                          |
| Antoine Balpêté     | President van de rechtbank            |
| Raymond Bussières   | Félix Noblet                          |
| Jacques Castelot    | Gilbert de Montesson                  |
| Jean Debucourt      | Michel Caudron                        |
| Jean-Pierre Grenier | Jean-Luc Flavier                      |
| Claude Nollier      | Elsa Lundenstein                      |
| Marcel Pérès        | Évariste Nicolas Malingré             |
| Noël Roquevert      | Théodore Andrieux                     |
| Valentine Tessier   | Marceline Micoulin                    |
| Jean d'Yd           | Prior                                 |
| Agnès Delahaie      | Nicole Vaudrémont                     |
| Cécile Didier       | Juffrouw Popélier                     |
| Juliette Faber      | Danièle Andrieux                      |
| Anouk Ferjac        | Denise                                |
| Paul Frankeur       | meneer Jouvillon, de vader van Denise |